# Зимни младежки олимпийски игри
Зимните младежки олимпийски игри са най-голямото международно спортно събитие, в което спортисти от цял свят се състезават в различни спортове. Провеждат се на всеки 4 години.
Последвали олимпиадите в:
- 2012 — I зимни олимпийски игри в Инсбрук
- 2016 — II зимни олимпийски игри в Лилехамер
- 2020 — III зимни олимпийски игри в Лозана
- 2024 — IV зимни олимпийски игри в Кануън-до